# Scoparia monochroma
Scoparia monochroma là một loài bướm đêm trong họ Crambidae.